# فريدريك إم. أيريس سينيور
فريدريك إم. أيريس سينيور (بالإنجليزية: Frederick M. Ayres Sr.)‏ هو شخصية أعمال أمريكي، ولد في 17 فبراير 1872 في جنيف في الولايات المتحدة، وتوفي في 15 مايو 1940.